# 神ノ郷町
神ノ郷町（かみのごうちょう）は、愛知県蒲郡市の町。

## 地理
遠望峰山の南東方の麓に位置し、町域は遠望峰山の山頂付近から三河湾の湾岸付近まで南北に長い。東側は落合川を境界とし、水竹町や蒲郡町などに接する。

## 歴史
かつて神ノ郷村と称し、中古には上ノ郷村と称したとされる。
戦国時代には上ノ郷城が存在し、鵜殿氏が本拠とした。
地租改正に際して1876年（明治9年）までに字の廃置分合が行われた。
1878年（明治11年）の郡区町村編制法施行時点では上ノ郷村と称し、宝飯郡に属した。1889年（明治22年）の町村制施行に際して村名を神ノ郷村に改めた。1906年（明治39年）に蒲郡町、豊岡村、静里村と合併し、蒲郡町の一部となった。旧村域は蒲郡町大字神ノ郷となった。

## 教育
大部分が蒲郡市立蒲郡西部小学校、愛知県道323号芦谷蒲郡線以南が蒲郡市立中央小学校（緑町）の校区内である。また、全域が蒲郡市立中部中学校の校区内である。

## 交通

### 鉄道
町域の南端を東海道線および名鉄蒲郡線が通過する。

### バス
西部地区支線バス「みかんの丘くるりんバス」が町内と蒲郡市街の主要施設を巡回する形で運行されている。公共交通空白地域の解消のため、2020年1月に運行が開始された。

### 道路
国道247号中央バイパスが町域の南部を東西に通じる。また、国道1号蒲郡バイパスが山沿いを東西に通過する。
愛知県道323号芦谷蒲郡線・愛知県道383号蒲郡碧南線が町域の南端付近を東西に通じる。

## 産業

### 農業
- 愛知県農業総合試験場園芸研究部常緑果樹研究室
- 蒲郡市農業協同組合（JA蒲郡市）総合集出荷場

## 神社
- 赤日子神社[9]